# Liste der griechisch-orthodoxen Patriarchen von Antiochien
Die Liste umfasst die Patriarchen der Rum-Orthodoxen Kirche von Antiochien, eine der byzantinisch-orthodoxen Kirchen, die in voller Kirchengemeinschaft mit allen anderen byzantinisch-orthodoxen Kirchen steht, zum Beispiel dem Patriarchat von Konstantinopel und der Russischen Orthodoxen Kirche.
Für die Patriarchen vor dem Schisma siehe Liste der Patriarchen von Antiochien, für die Patriarchen der Syrisch-Orthodoxen Kirche nach dem Schisma siehe Liste der syrisch-orthodoxen Patriarchen von Antiochien.
Siehe auch Patriarchat von Antiochien.

## Die Patriarchen von Antiochien mit Sitz inAntiochienbzw. Konstantinopel bis 1342
- Paulus II. 518–521
- Euphrasios 521–526
- Ephraim 526–545
- Domnus III. 546–561
- St. Anastasios I. der Sinaite 559–570
- Gregor I. 570–593
- St. Anastasios I. der Sinaite 593–599
- Anastasios II. 599–609
- Gregor II. 609–620
- Anastasios III. 620–628
- Makedonios 628–640 (nach anderen: nach 639; †nach 666)
- Georg I. 640–656
- Makarios I. 656–681
- Theophanes 681–687
- Sebastian 687–690
- Georg II. 690–695
- Alexander II. 695–702
- Vakanz 702–742
- Stephan IV. 742–748
- Theophylaktos von Antiochia 748–767
- Theodor I. 767–797
- Johannes IV. 797–810
- Job I. 810–826 (nach anderen: 813/4–844/5)
- Nikolaus I. 826–834 (nach anderen: 845–867)
- Stephanos IV. (870, wenige Tage)
- Simeon I. 834–840
- Elias 840–852
- Theodosios II. 852–860
- Nikolaus II. 860–879
- Michael 879–890
- Zacharias 890–902
- Georg III. 902–917
- Job II. 917–939
- Eustratios 939–960
- Christophoros I. 960–966
- Theodor II. 966–977
- Agapios 977–995
- Johannes V. 995–1000
- Nikolaus II. 1000–1003
- Elias II. von Antiochia 1003–1010
- Georg IV. Laskaris 1010–1015
- Makarios II. der Virtuose 1015–1023
- Eleutherios 1023–1028
- Peter III. 1028–1051
- Johannes VI. 1051–1062
- Aimilianos 1062–1075
- Theodosios III. 1075–1084
- Nikephoros 1084–1090
- Johannes VII. 1090–1155
- Johannes IX. 1155–1159
- Euthymios von Antiochia 1159–1164
- Makarios III. 1164–1166
- Athanasios I. 1166–1180
- Theodosios IV. 1180–1182
- Elias III. 1182–1184
- Theodor IV. (Balsamon) 1185–1199
- Joachim 1199–1219 (im Exil)
- Dorotheos II. 1219–1245 (im Exil)
- Simeon II. 1245–1268 (im Exil)
- Theodosios V. 1269–1276
- Theodosios VI. 1276–1285
- Arsenius 1285–1293
- Dionysios I. 1293–1308
- Marcus I. 1308–1316
- Dionysios II. 1316–?
- Sophronios ?–1341

## Die Patriarchen von Antiochien inDamaskusseit 1342
- Ignatius II. 1342–um 1358
- Pachomius I. um 1358–1368
- Michael I. 1368–1375
- Pachomius I. 1375–1377
- Marcus II. (Patriarch von Antiochia) 1377–1386
- Pachomius I. 1386–1393
- Nilus 1393–1401
- Michael III. 1401–1410
- Pachomius II. 1410–1411
- Joachim II. 1411–1426
- Marcus III. 1426–1436
- Dorotheus III. 1436–1453
- Michael IV. 1454–1476
- Marcus IV. 1476
- Joachim III. 1476–1483
- Gregor III. 1483–1497
- Dorotheus IV. 1497–1523
- Michael V. 1523–1541
- Dorotheus V. 1541–1543
- Joachim IV. 1543–1576
- Michael VI. 1577–1581 (abgesetzt, † 1592)
- Joachim V. 1581–1592
- Joachim VI. 1593–1604
- Dorotheus VI. 1604–1611
- Athanasius III. 1611–1619
- Ignatius III. 1619–1631
- Euthymius III. 1635–1636
- Euthymius IV. 1636–1648
- Michael VII. 1648–1672
- Neophytos I. 1674–1684
- Athanasius IV. 1686–1694
- Kyrillos III. 1694–1720
- Athanasius IV. 1720–1724
- Silvester von Zypern 1724–1766
- Philemon 1766–1767
- Daniel 1767–1791
- Eythemius 1792–1813
- Seraphim 1813–1823
- Methodios 1823–1850
- Hierotheus 1850–1885
- Gerasimos 1885–1891
- Spyridon 1891–1898
- Meletius II. 1899–1906
- Gregor IV. 1906–1928
- Alexander III. 1928–1958
- Theodosius VI. 1958–1970
- Elias IV. 1970–1979
- Ignatius IV. 1979–2012
- Johannes X. seit 2012